# Rumfordia
Rumfordia es un género de plantas con flores, perteneciente a la familia  Asteraceae. Comprende 16 especies descritas y de estas, solo 7 aceptadas.

## Taxonomía
El género fue descrito por Augustin Pyrame de Candolle y publicado en Prodromus Systematis Naturalis Regni Vegetabilis 5: 549. 1836. La especie tipo es: Rumfordia floribunda DC.			

## Especies aceptadas
A continuación se brinda un listado de las especies del género Rumfordia aceptadas hasta julio de 2012, ordenadas alfabéticamente. Para cada una se indica el nombre binomial seguido del autor, abreviado según las convenciones y usos.
- Rumfordia alcortae Rzed.
- Rumfordia connata Brandegee
- Rumfordia exauriculata B.L.Turner
- Rumfordia floribunda DC.
- Rumfordia guatemalensis (J.M.Coult.) S.F.Blake
- Rumfordia penninervis S.F.Blake
- Rumfordia revealii H.Rob.